# Cyrus Overbeck
Cyrus Overbeck (* 1. Juni 1970 in Duisburg) ist ein deutscher bildender Künstler.

## Leben und Wirken

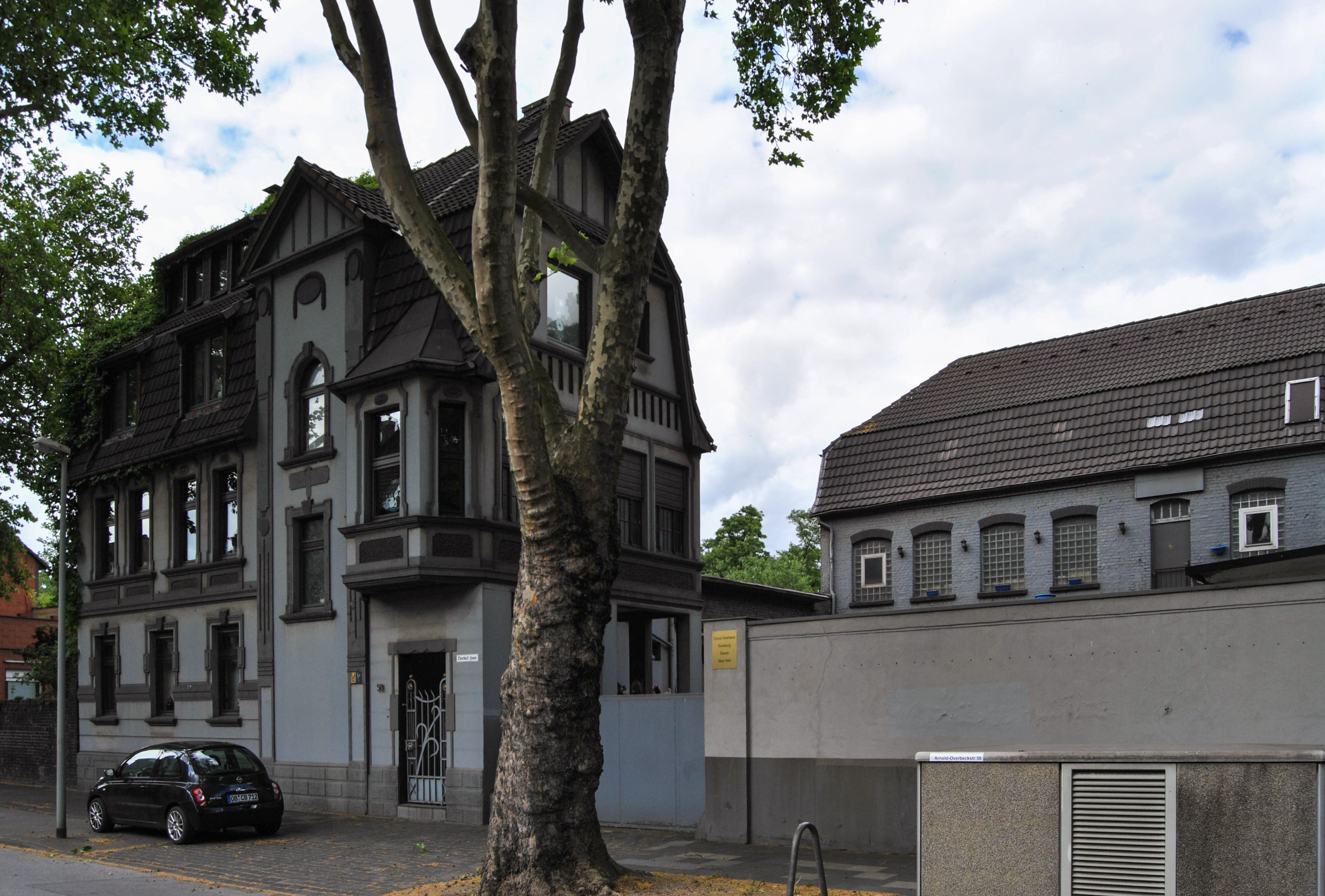
„Alte Brotfabrik“ in Duisburg

Cyrus Overbeck verlebte seine Kindheit als Sohn seines iranischen Vaters und seiner deutschen aus einer jüdischen Familie stammenden Mutter bis 1979 in Teheran.
Im Jahr 1986 richtete er sein erstes Atelier in Duisburg, in der stillgelegten Brotfabrik Overbeck, dem denkmalgeschützten identifikationsstiftenden Jugendstil Ensemble, die von seinem Urgroßvater gegründet worden war, ein. Im Jahre 1989 erlangte er in Duisburg sein Abitur. Von 1990 bis 1995 schloss er ein Lehramtsstudium Sekundarstufe I und II an. Seit 1995 arbeitet Cyrus Overbeck freischaffend in seinem Atelier, der „Alten Brotfabrik“ in Duisburg-Beeck. 1997 war eine Schau seiner expressiven Arbeiten in Gestalt von 40 Monotypien zu sehen, in der er den Herstellungsprozess einer Farbmonotypie zeigte. Kurz darauf organisierte Overbeck in seinem Atelier eine Ausstellung des afrikanischen Ebenholzkünstlers Dastani. Im Jahr darauf folgte eine Schau mit eigenen Werken. Die Ausstellung Formen der Angst wurde durch einen Konzertabend musikalisch begleitet. Nach 1999 verlagerte Overbeck mehrfach seinen Lebensmittelpunkt. Im Jahr 2007 bezog er wieder sein Atelier in der Brotfabrik. Bei einer Kooperation zwischen Overbeck und dem Lions-Club Duisburg-Hamborn konnten im Jahr 2008 Werke des Künstlers im Rahmen einer Charity-Aktion erworben werden. Der Erlös der Kunstauktion, bei der auch Werke von Hans Sieverding und Dietrich Andreas ersteigert werden konnten, kam sozialen Projekten im Duisburger Norden zugute. Ab 2018 nutzte er die Brotfabrik wieder dauerhaft als Atelier und Ort für Kulturveranstaltungen. Bis 1997 war Overbeck auf großformatige Radierungen und Holzschnitte spezialisiert. Diese Arbeiten mit eher düsteren Motiven (vgl. etwa den Druck „Ausflug ins Melatenhaus“) dominierten auch seine Werkschau, die im Jahr 1999 in der Brotfabrik gezeigt wurde. Ein Großteil der in dieser Zeit geschaffenen Werke waren säkulare Passionsbilder, welche in verschiedenen grafischen Techniken umgesetzt wurden. Ab 2000 traten zu den eher dunklen Grafiken im expressiven Stil vermehrt auch großformatige farbenfreudigere Ölgemälde. Ein Charakteristikum der neuen Phase ist die bildliche Zerstörung der großformatigen Ölmalerei durch Stempelaufdrucke „mit Hilfe einer Tiefdruckplatte, die ursprünglich für Radierungen gedacht ist“. Das dabei verwendete Schmetterlingsmotiv steht hier sinnbildlich für die Metamorphose und ist Teil einer neuartigen Komposition von formalen Lösungen und Farbe. Overbeck versteht sich als narrativer Realist, der als Künstler von dem erzählt, was er sieht und erlebt und das Erfahrene „in Holz, in Bronze, auf Öl, auf Leinwand, Metall und auf Stein ausdrückt.“ Gelegentlich wurde er auch als „Philosoph unter den Malern“ charakterisiert. Schon früh werden Krieg und Holocaust zu den Leitthemen seiner Kunst. So entstand 1998 in Kooperation mit Yad Vashem die soziale Plastik „Der Alltag jüdischer Kinder während des Holocausts - 60 Jahre Leben mit dem Reichspogrom“, die ab dem 30. September des Jahres in der Brotfabrik gezeigt wurde. Im Folgejahr schloss sich eine Ausstellung an, die anlässlich des Beginns des Zweiten Weltkriegs vor 60 Jahren am 1. September 1999 in der Galerie des Hamborner Rathauses eröffnet wurde. Ebenfalls im Jahr 1999 organisierte er aus Anlass zum 66. Jahrestag der Ernennung Hitlers zum Reichskanzler die Kunstaktion „Zum Frieden geschaffen“ in der Kirche der evangelischen Gemeinde in Beeck. Während der Aktion malte er vor Zuschauern ein Triptychon, dessen zentrales Mittelbild durch ein Skelett dominiert wurde, der rechte Flügel eine Mutter mit ihrem toten Kind vor eine leeren Brotschale zeigte und der linke Flügel eine von Leibern überquellende Brotschale präsentierte, die den aber bereits verhungerten Menschen nicht mehr helfen konnte. Zu der Auseinandersetzung mit diesem Themenkomplex gesellte sich eine kritische Beschäftigung mit der mangelnden Aufarbeitung des Holocausts und dem Demokratieverständnis in weiten Teilen der bundesdeutschen Gesellschaft.

## Overbeck und Otto Pankok in den 1990er Jahren
Die Faszination Overbecks für die druckgrafischen Werke Otto Pankoks begann früh. Als er 1989 Pankoks Tochter Eva kennenlernen konnte, fasste er noch während seines Studiums zusammen mit seinem Kommilitonen Oliver Müller den Entschluss eine erste umfassende Biographie über Pankok zu verfassen. Mit der Genehmigung und der Unterstützung Eva Pankoks, die auch ein Geleitwort zur Biografie beisteuerte, konnten die Autoren dazu erstmals den umfänglichen Nachlass des Künstlers auswerten. Noch im selben Jahr zeigte das Museum Alte Post in Mülheim auf Anregung Overbecks eine Gegenüberstellung von frühen Kohlezeichnungen und Holzschnitten mit später entstandenen Plastiken Pankoks.
Von 1997 bis 1999 hatte Overbeck einen Lehrauftrag für Druckgraphik an der Universität Duisburg.

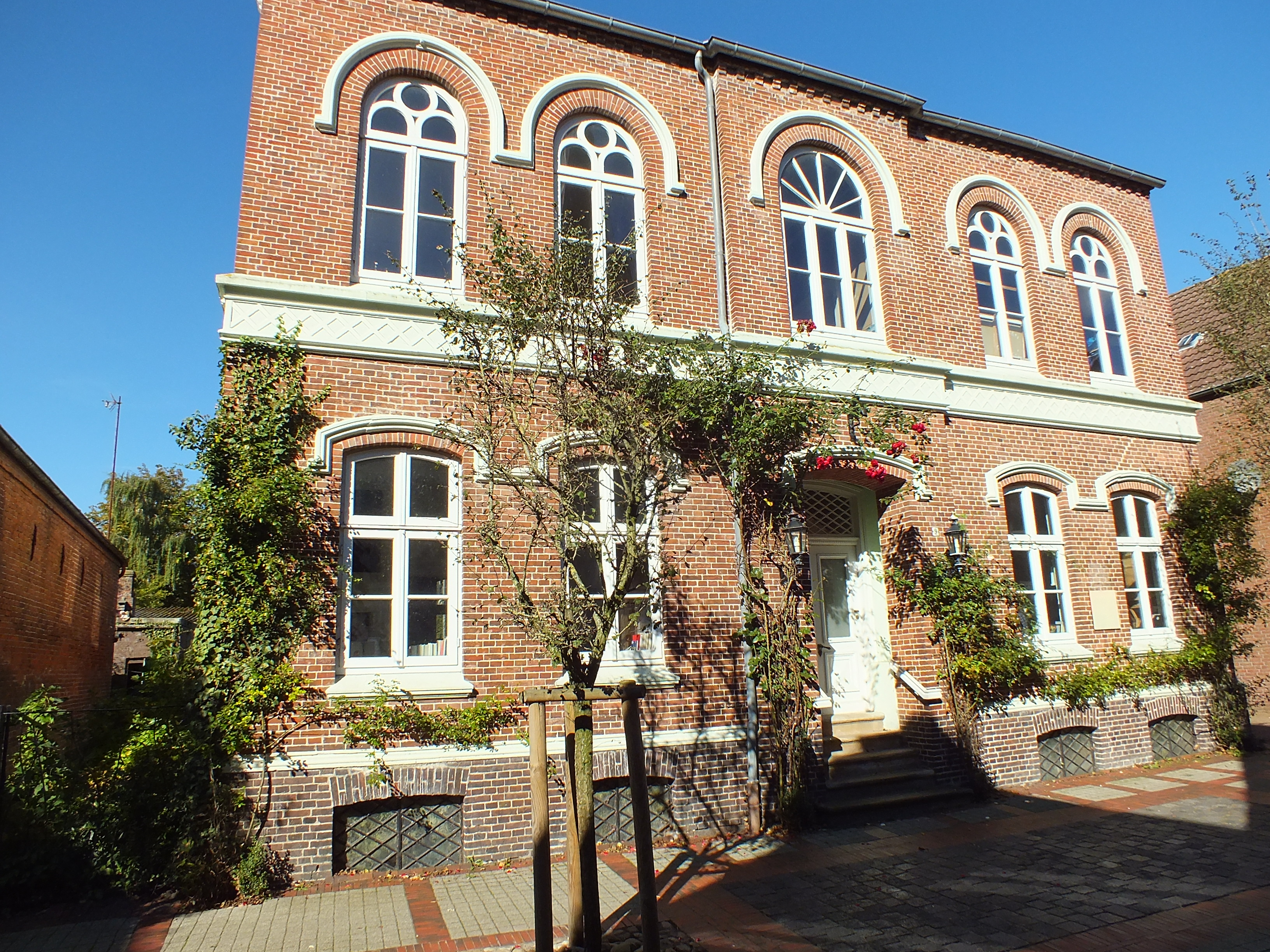
Das denkmalgeschützte „Becker-Haus“ in Esens war von 2003 bis 2020 Wohn- und Arbeitsort Cyrus Overbecks.

## Künstlerische Tätigkeiten seit dem Jahr 2000
Im April 2000 präsentierte Overbeck mit der Ausstellung Fluss der Asche in der evangelischen Kirche in Beeck Holzschnitte zu den Themen „Krieg“, „Not“, „Widerstand“ und „Tod“. Den Widerstand von Einzelpersonen gegen den Nationalsozialismus griff er in der Person Georg Elsers auf und widmete diesem den Holzschnitt „würdigt Georg Elser“.
Im Jahre 2000 eröffnete Cyrus Overbeck Ateliers in Neulouisendorf und in Dornum. 2003 erwarb Cyrus Overbeck das Bürgermeister-Becker-Haus in Esens und baute es zu einem Atelier um. Das neue Atelierhaus entwickelte sich in der Folge zu einem kulturellen Anziehungspunkt für die gesamte Region, in dem Konzertabende und öffentliche Druckwerkstätten stattfanden. Von 2004 bis 2007 arbeitete er als Lehrer für die Fächer Deutsch, Evangelische Theologie, Kunst und Geschichte am Niedersächsischen Internatsgymnasium, der Haupt- und Realschule Westerholt, und der Carl-Gittermann-Realschule in Esens.
Seit 2010 kooperiert Cyrus Overbeck mit dem Forschungsschwerpunkt Medienkonvergenz der Johannes-Gutenberg-Universität Mainz. Aus dieser Zusammenarbeit erwuchs auch eine intensivere Beschäftigung mit der Katze in der Kunst, wobei sich der Blick auf die Comicfigur Fritz the Cat richtete. Für seine großformatigen Holzschnitte mit Frauengestalten und Hundedarstellungen wählte er einen ornamenthaft gestalteten Hintergrund. 2011 eröffnete er sein offenes Atelier in der Mainzer Neustadt. Es folgte eine akademische Auseinandersetzung mit dem Thema Künstler und Kulturindustrie. 2013 wurde das Atelier in Düsseldorf-Flingern eröffnet und mit dem Bau der neuen Radierpresse begonnen, auf der Formate bis 240 cm Länge gedruckt werden können. Im Jahr 2015 setzte er die Arbeit an großformatigen Holzschnitten aus seinem Rosenzyklus fort, wobei hier erstmals die Verbindung von Spraying und klassischem Hochdruck zum Einsatz kam. Zugleich beschäftigte er sich mit dem Dichter Heinrich Heine. Diese künstlerische Auseinandersetzung brachte Heine-Interpretationen in Holzschnitt, Radierung und Plastik hervor. 2016 erfolgte die Einrichtung einer weiteren Galerie am Stau in Oldenburg. 2018 wurde Overbeck in die Jury des Gutenberg-Museums Mainz berufen. Im gleichen Jahr wurde seine Jesus-Darstellung Ecce Homo in die Dauerausstellung im Mainzer Dommuseum aufgenommen. Mit der Darstellung der Passion Christi stellt sich Overbeck einerseits in die Tradition der klassischen Christus-Ikonographie in der Kunst, andererseits drückt seine Darstellung mit dem Fraktur-Schriftzug „Deutsche Holzschnitte“ aber gleichzeitig ihre „Pervertierung durch den Rassenwahn der Nationalsozialisten“ aus.
Als die Universitätsmedizin im Jahr 2017 den Mainzer Medienpreis stiftete, wurde festgelegt, dass „für das Preisgeld von 4.000 Euro“ ein „international sichtbarer Künstler eine Druckgraphik des Preisträgers“ anfertigt. Der Holzschnitt für den ersten Preisträger, den Kabarettisten Herbert Bonewitz, wurde von Overbeck geschaffen.
Am Reformationstag 2018 löste Overbeck in einer umstrittenen Gastpredigt in der Esenser St.-Magnus-Kirche eine Debatte um Hans-Christian Petersen, den Sohn des „Kriegsmalers der SS“ Wilhelm Petersen, aus. Die anschließende Auseinandersetzung über die NS-Vergangenheit von Petersen erregte nicht nur die „Gemüter in Esens“ und sorgte in der Kleinstadt für heftige Diskussionen bei den Bürgern, die im Juni 2019 zu einer öffentlichen Debatte im Rat der Samtgemeinde führte und 2022 in einer juristischen Auseinandersetzung gipfelte. In der Verhandlung ging es um die Vorwürfe, die Overbeck gegen den Esenser Stadtrat vorbrachte. Zudem berichtete Overbeck über die Anfeindungen und Angriffe, denen er sich ausgesetzt sah, nachdem er die "ideologische Nähe Petersens zu seinem Vater, dessen Kunstwerke Adolf Hitler persönlich kaufte, angeprangert hatte.  Der Richter am zuständigen Amtsgericht in Duisburg-Ruhrort gab im Juli des Jahres 2022 bekannt, ein historisches Gutachten in Auftrag geben zu wollen, das Klarheit über die rechtsextremen Verstrickungen, die Petersen vorgeworfen werden, bringen soll. Am 21. November 2022 wurde Overbeck vom Amtsgericht Duisburg-Ruhrort freigesprochen und die gegen ihn vorgebrachten Vorwürfe wurden als unbegründet und haltlos festgestellt.
Im Mai 2019 wurde der Künstler in einer Esenser Gaststätte aus antisemitischen Motiven heraus angegriffen. Der Übergriff führte letztlich dazu, dass Overbeck Esens verließ und nach Duisburg zurückkehrte, wo er seither lebt. Kurz darauf veranstaltete er mit dem Lions-Club Duisburg-Hamborn ein Kunst-Happening, bei dem zahlreiche seiner Werke zu Gunsten Duisburger Sozialprojekte verkauft wurden.
Seit 2018 setzt sich der Künstler in den Grafiken aus seinem Zyklus Album der Erinnerung mit der Virulenz von Nationalismus, Antisemitismus und Neofaschismus auseinander. Zu diesem Zyklus zeigte die Duisburger cubus-Kunsthalle im Jahr 2019 eine große Einzelausstellung mit Holzschnitten und Bronzen, wobei Holzschnitt-Porträts von Felix Nussbaum im Mittelpunkt der Schau standen.  Im Zusammenhang des Zyklus entstand im Oktober 2019 als soziale Plastik die Grafikinstallation „THE WAR. Zeitgenössische Kunst zwischen kollektiv medialem und individuellem Erinnern“. Mit der Schau zur Erinnerung an den 75. Jahrestag der Bombardierung Duisburgs  wollte Overbeck einen Beitrag zum aktuellen Umgang mit Tätern und Opfern des nationalsozialistischen Terrorregimes kritisch hinterfragen und  einen Beitrag zur städtischen Erinnerungskultur leisten. Unter dem Motto Kunst trifft Geschichte erfuhren die im Atelier Alte Brotfabrik präsentierten Werke zur Ausstellungseröffnung durch den Duisburger Historiker Thorsten Fischer eine historische Einordnung. Als „narrativer Realist“ tritt Overbeck „erzählend“ für grundlegende Werte ein. So geht es ihm nicht nur um Glaubwürdigkeit im gesellschaftlichen Miteinander, sondern auch um die „Aufdeckung und Aufarbeitung nationalsozialistischer Kontinuitäten“.
Beim 2. Uplengener Dialog diskutierte Overbeck im November 2019 mit Vertretern aus Landes- und Kommunalpolitik über das Thema „Was tun gegen völkisches Denken und Nationalsozialismus? Was kann Bildung für eine demokratische Gesellschaft?“ u. a. über die Bedeutung von Bildungsarbeit zur Förderung von tolerantem Denken und Demokratieverständnis.
Am 30. Januar 2023 versuchte der Künstler, blinde Besucher in der Alten Brotfabrik zu eigenen Werken zu inspirieren. Im Juni 2023 wurde die Ausstellung „Ganz Deutschland hört den Führer - Die Hasen jagen die Jäger“ im Foyer der SPD-Fraktion im Landtag NRW mit Holzschnitten und weiteren Werken des Künstlers gezeigt. Im April 2024 präsentierte Overbeck die Ausstellung auch in der Fraktionsgeschäftsstelle der SPD im Kreishaus Unna.

### Aktivitäten im Jubiläumsjahr 321-2021 „1700 Jahre jüdisches Leben in Deutschland“
In Kooperation mit Overbeck führte der Heimatverein Hamborn e. V. im Rahmen des Jubiläumsjahrs 2021 „1700 Jahre jüdisches Leben in Deutschland“ das Projekt „Aspekte jüdischen Lebens im Duisburger Norden zwischen Industrialisierung und bürgerlicher Gesellschaft - Einst und Jetzt.“  durch. Das Vorhaben wurde vom Bundesministerium des Innern und für Heimat finanziell gefördert. Als zentraler Ort für alle Veranstaltungen – dazu zählten ein Konzert, Vorträge, eine Ausstellung sowie das Anne-Frank-Schülerprojekt – diente das Atelier „Brotfabrik Overbeck 1904“. Das Projekt wurde mit dem Heimatpreis der Stadt Duisburg ausgezeichnet und im Juli 2021 wurde das Engagement Cyrus Overbecks, des Atelierteams Alte Brotfabrik sowie der Mitglieder des Heimatvereins Hamborn mit dem Landes-Heimat-Preis NRW des Ministeriums für Heimat, Kommunales, Bau und Gleichstellung in der Kategorie „Geschichte und Herkunft sichtbar machen“ ausgezeichnet.
Die Auftaktveranstaltung für das Gesamtprojekt bildete ein Konzertabend. So trat im September 2021 der Klezmer-Klarinetitst Giora Feidman auf Einladung Overbecks im Rahmen der sozialen Plastik „Jüdisches Leben im Duisburger Norden“ im Atelier des Künstlers in der Alten Brotfabrik auf.
Zum Abschluss des verlängerten Jubiläumsjahres gelang es mit der kanadischen Multichannel-Videoinstallation 1001 Lights ein weiteres Großprojekt in die Brotfabrik zu holen.  Der Wuppertaler Verein Tanzrauschen präsentiert diese Kunstausstellung aus Kanada zum Ritual des Anzündens der Kerzen am Schabbat deutschlandweit an unterschiedlichen Orten. Vom 21. bis 29. Mai 2022 gastierte das Kunstprojekt in der Beecker Brotfabrik. In diesem Zeitraum wurde neben der 15-minütigen Videoinstallation, die in einer Dauerschleife läuft, an insgesamt vier Tagen ein umfangreiches Konzertprogramm geboten. Zum Auftakt des Rahmenprogramms am 21. Mai 2022 interpretierte die Sängerin Judith Genske mit dem „Trio Verwehte Lieder“ Chansons der 1920er und 30er Jahre von Komponisten und Texter, deren Kunst von den Nazis als „entartet“ geächtet wurde. Während am Tag darauf das Finkelstein-Trio mit traditioneller jiddischer Klezmer-Musik auftrat, präsentierten dagegen Annette Maye (Klarinette) und Martin Schulte (Jazzgitarre) am Samstag, 28. Mai, als Duo Doyna moderne Klezmer-Musik. Schließlich waren zur abschließenden Finissage (29. Mai 2022) die beiden Künstler, welche die Videoinstallation „1001 Lights“ kreiert haben in der Brotfabrik zu Gast. Marlene Millar und Philip Szporer aus Kanada erläuterten das Projekt und stellten sich den Fragen der Zuhörer.
Im Juni 2022 stellte sich Overbeck im Rahmen des Podcast „#2021JLID – Jüdisches Leben in Deutschland“ den Fragen der Journalistin Shelly Kupferberg. In dem gut dreißigminütigen Gespräch berichtet der Künstler über seine Familie, seine Kunst, seine Zeit auf Haus Esselt, seine prägenden Erfahrungen am Holocaust Memorial Museum in Washington sowie über die Motivation, die ihn antreibt sich für Demokratie und gegen Menschenfeindlichkeit einzusetzen. Als Gegenbesuch stellte Shelly Kupferberg im Oktober ihr neues Buch „Isidor. Ein jüdisches Leben“  in der Brotfabrik vor. Bereits im September 2022 wurde ein Benefizkonzert mit dem „Helsinki-Trio“ zugunsten des jüdischen Kindergartens Duisburg in der Brotfabrik dargeboten.  Unter dem Titel „To the Movies“ präsentiert das israelisch-österreichisch-deutsche Trio selten gehörte Kammermusik von klassischen Filmmusikkomponisten, Wunderkindern, Wahl-Amerikanern, Juden und Oscar-Preisträgern.
An den 43. Duisburger Akzenten 2022 beteiligte sich Cyrus Overbeck mit der Rauminstallation „THE WAR II“, die das szenische Live-Hörspiel „Rose“, von Martin Sherman umrahmt.  „Rose“ ist die Geschichte „einer 80-jährigen Jüdin, die Witz, Humor, Weisheit, Geist, Gefühl, Liebe, Sinnlichkeit, Tiefe und Lebenskraft in sich vereint“. Rose ist eine Überlebende des Holocausts, die in einer persönlichen Retrospektive ihre Geschichte des 20. Jahrhunderts erzählt. Während das zu einer hörspieltauglichen Fassung umgearbeitete Stück aufgeführt und musikalisch begleitet wurde, zeigte die Rauminstallation, den bisher wenig beachteten Zusammenhang auf, dass für die vom Nationalsozialismus verfolgten Menschen jeder Luftangriff auf Deutschland, die Hoffnung auf eine baldige Befreiung aufrechterhielt. Dadurch dass Rose ihre Kindheit in der Ukraine verbracht hatte und dass Overbeck jede Veranstaltung mit der Rezitation des „Kriegslieds“ von Matthias Claudius, welches mit den Anfangsworten „’s ist Krieg!“ beginnt, bekam der Abend angesichts des Angriffskrieges in der Ukraine seit dem 24. Februar 2022 eine ungewollte Aktualität. Zumal das schlichte Bühnenbild des Stücks von einer Installation mit Dutzenden Druckgrafiken umrahmt wurde. Die dargestellten Porträts zeigten sowohl Opfer als auch Täter des Nationalsozialismus.
Im April 2022 beteiligte sich Overbeck an der Benefiz-Kunstauktion Heartwork des Düsseldorfer Museums K21. Für die Auktion, die vom Auktionshaus Christie‘s organisiert und durchgeführt wurde, kamen 49 Werke zeitgenössischer Künstler unter dem Hammer, wobei Overbeck einen bronzenen Schädel beisteuerte. Der Gesamterlös der Auktion kam verschiedenen Projekten der Aidshilfe Düsseldorf zugute.
Als das Hamborner Abtei-Gymnasium unter dem Motto „Das Abtei setzt Zeichen gegen Antisemitismus, Rassismus & Diskriminierung“  im September 2022 einen großen Aktionstag mit zahlreichen Veranstaltungen und Workshops organisierte, beteiligte sich Overbeck mit einem externen Schüler-Workshop in seinem Beecker Atelier. Im Verfahren des Siebdrucks, des Holzschnitts sowie der freien Malerei setzten sich die Schüler dort mit dem Schicksal  Sophie Scholls und Anne Franks künstlerisch auseinander. Der WDR berichtete am 2. November 2023 über die antisemitische Hetze gegen den Duisburger Künstler Cyrus Overbeck. Im Juli 2024 schilderte Overbeck in einem Zeitungsartikel die massiven Auswirkungen auf die denkmalgeschützte Brotfabrik durch den Bau einer TÜV-Prüfstelle auf einem angrenzenden Grundstück und berichtete über damit zusammenhängende Gewaltandrohungen.

### Kontroverse über Georg von Eucken-Addenhausen (1855–1942) in Neuharlingersiel
Im Sommer 2018 entstand in Neuharlingersiel die Idee, die Bedeutung der Familie von Eucken für den Ort zu würdigen. Der ehemalige Bürgermeister von Jena und Eisenach und spätere Präsident der Ostfriesischen Landschaft, Georg von Eucken-Addenhausen, kam nach dem Ersten Weltkrieg gemeinsam mit seiner Gattin Mathilde nach Neuharlingersiel und ließ den dortigen Sielhof zu einem Herrensitz umbauen. Das Engagement des Ehepaares für das Dorf wollten Kurverein, Gemeinde, der Hafenzweckverband sowie die Freunde und Förderer des Hafens Neuharlingersiel würdigen, indem sie mit Overbeck über die Realisierung eines Kunstwerkes sprachen. Overbeck erhielt den Auftrag eine überlebensgroße Bronzeplastik des Ehepaares zu gestalten, die direkt am Hafen aufgestellt werden sollte. Das großangelegte „Von Eucken-Projekt“ war als soziale Plastik gedacht und sollte durch mehrere Kunstaktionen flankiert werden. Zugleich sollte auch das Wirken von Georg von Eucken während der Zeit des Nationalsozialismus kritisch hinterfragt werden. Bei einem Besuch auf dem Sielhof stieß Overbeck auf einen Sandstein, der in einer Mauernische eingelassen ist und darüber den Schriftzug „Aus der Barbarossa-Höhle im Kyffhäuserberge“ trägt. Von Eucken besaß seit Jahrzehnten nicht nur „eine feste, konservativ-deutschnationale politische Haltung“, sondern diese „bestimmte auch sein Verhalten im Nationalsozialismus. So begrüßte er den ‚nationalen Aufbruch‘ des Jahres 1933“. Auslöser der Kontroverse über von Euckens Verhältnis zur nationalsozialistischen Ideologie war letztlich ein Zeitungsartikel aus dem Jahr 1942, den der Künstler im Vorfeld seiner Recherchen fand. Dort heißt es: „Seine Exzellenz Dr. jur. Georg von Eucken hat sich in besonderer Weise hervorgetan im Kampf gegen jüdische Kaufleute, die das Bauernlegen betrieben“ (Anzeiger für Harlingerland 1942). Auf dieser Grundlage stieß Overbeck eine historische und künstlerische Auseinandersetzung mit der Person Georgs von Eucken-Addenhausen in Neuharlingersiel an. Diesem wies Overbeck eine völkische und nationalsozialistische Gesinnung nach, die 2020 von Heiko Suhr in einer von der Gemeinde in Auftrag gegebenen Studie bestätigt wurde. Die Ergebnisse wurden in einem umfangreichen Beitrag im Emder Jahrbuch 2021 publiziert. Dass von Eucken durchaus als ein  wichtiger „Wegbereiter des Nationalsozialismus“ charakterisiert werden kann, wird  auch durch seine Memoiren und die Briefe an seine Frau aus dem Ersten Weltkrieg bekräftigt, die Suhr 2022  erstmals in einer Edition vorgelegt hat. In diesen Ego-Zeugnissen wird von Euckens  „konservativ-monarchistischer, anti-parlamentarischer und vaterländischer Wertehorizont sichtbar, der über alle historischen Zäsuren hinweg für ihn grundlegend gewesen ist.“  Die Zusammenarbeit Neuharlingersiels mit Overbeck wurde bereits im Jahr 2020 aufgrund der neuen Erkenntnisse von der Gemeinde einseitig aufgekündigt und auf eine kritische Aufarbeitung durch ein umfassendes Kunstprojekt verzichtet. Über die Kontroverse und die sich daran anschließenden Anfeindungen berichtete er in einem Podcast mit der Journalistin Shelly Kupferberg. Nach der Debatte, die nach Sichtbarmachung der NS-Kontinuität des Rassemalers und Alt-Nazis Wilhelm Petersen und seines in Esens lebenden Sohnes H. C. Petersen entbrannte und der Kontroverse um von Eucken sieht sich Overbeck zunehmend mit rechtsextremer Gewalt konfrontiert. Die Debatte um Petersen griff Overbeck  in der Publikation BEING FOREIGN  im Jahr 2024 nochmals auf und bezog dazu Stellung.
Overbecks Vorwürfe, „die Gemeinde und Bürger deckten nationalsozialistische Umtriebe des Esenser Künstler Hans-Christian Petersen, Sohn des Nazi-Malers Wilhelm Petersen“ sind Gegenstand eines lang andauernden Rechtsstreits. Die Ruhrbarone berichteten in dem Artikel „Wir können Sie da oben nicht schützen.“ Ebenso klärt die Medienkünstlerin Ruth Bamberg auf internationaler Ebene über die teilweise mangelnde und auch falsche Erinnerung im Rahmen des Geschichtsrevisionismus bezüglich des historischen Nationalsozialismus auf, wie in ihren Ausstellungsprojekten „Last Generation" im Atelier des Künstlers Cyrus Overbeck mit einer Einführung des international renommierten Konfliktforschers Dr. Jörg Hüttermann. Dieser verfasste einen maßgeblichen Artikel über die soziale Plastik des Cyrus Overbeck in der „Artis Observatio". Aufgrund dieser Äußerungen wurde er wegen Beleidigung und übler Nachrede verklagt. Das Amtsgericht Duisburg-Ruhrort wies die Klage im Jahr 2022 zunächst ab. 2023 hob das Landgericht Duisburg dieses Urteil auf und verurteilte Overbeck zu einer Geldstrafe. Das Oberlandesgericht Düsseldorf hob dieses Urteil teilweise auf und verwies den Fall zur erneuten Verhandlung an das Landgericht. In einem weiteren Verfahren entschied das Landgericht Duisburg im Februar 2025, dass Overbeck sich durch die Verbreitung von Inhalten in sieben Fällen der üblen Nachrede schuldig gemacht habe. Er wurde zu einer geringeren Geldstrafe verurteilt. Overbecks Anwalt kündigte unmittelbar nach dem Urteil Revision an. Overbeck erklärte, den Rechtsweg notfalls bis zum Bundesverfassungsgericht beschreiten zu wollen.

## Werke

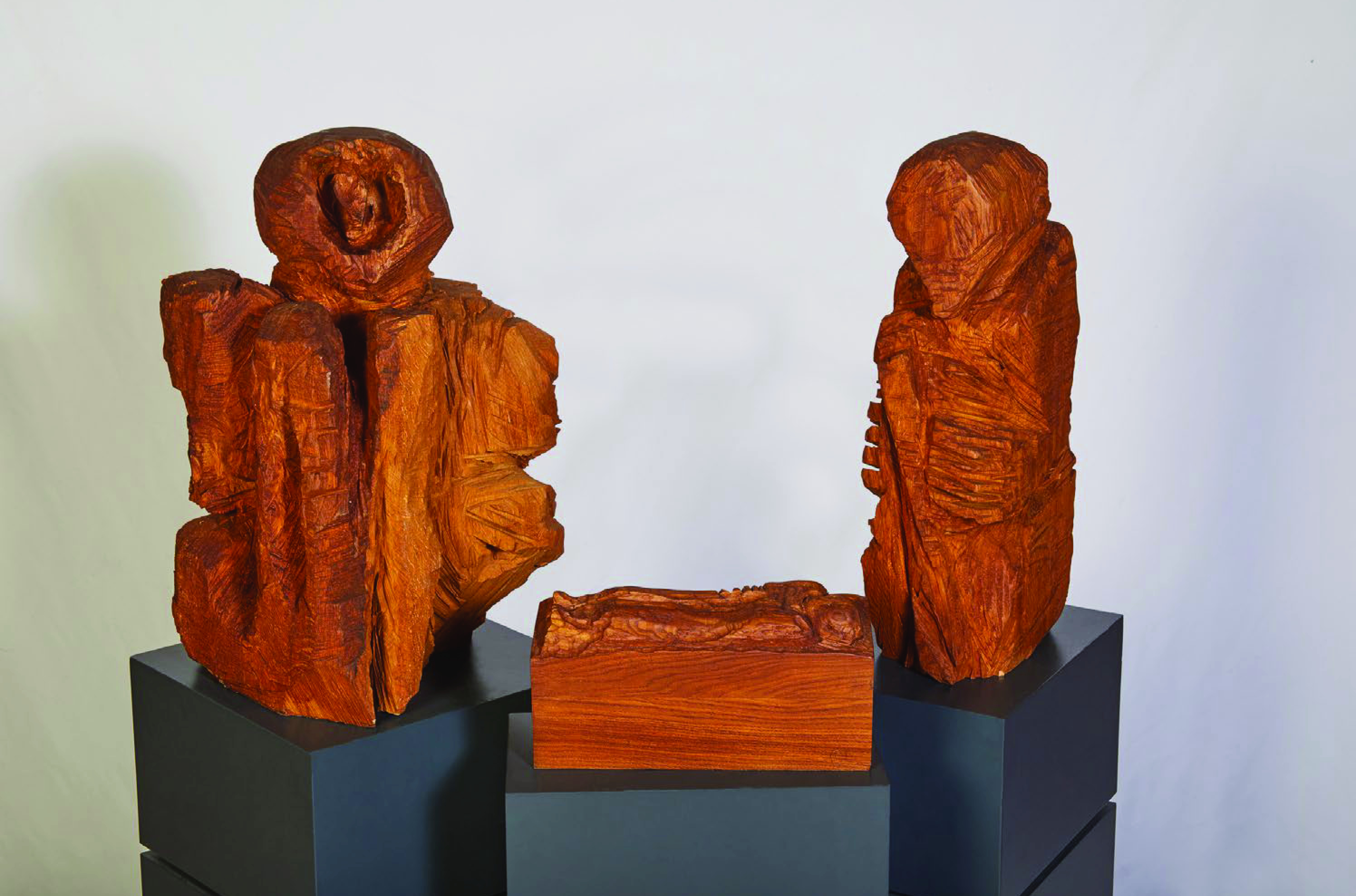
Weihnachtskrippe von Cyrus Overbeck (1999) in der Lichtenplatzer Kapelle in Wuppertal-Barmen.

- 1990 erste Bronzen zu Gottfried Benn, Mann und Frau gehen durch die Krebsbaracke, Guß Schmäcke, Düsseldorf
- 1997 „Bluttuch“ und „Großes Wundtuch“, Lehmbruck-Galerie Bezirksbibliothek Duisburg-Rheinhausen[103]
- 1998 Soziale Plastik „Der Alltag jüdischer Kinder während des Holocausts - 60 Jahre Leben mit dem Reichspogrom“ (in Kooperation mit Yad Vashem).
- 1999 Ausstellung zum Beginn des Zweiten Weltkriegs vor 60 Jahren in der Galerie des Hamborner Rathauses - u. a. mit den großformatigen Ölgemälden „Hört auf unsere Toten“ und „Krieg oder die Frage nach dem, was Recht ist“ und den friedensvisionären Farblinolschnitten „Urform“ und „Straße“.
- 1999 Krippe (drei Holzskulpturen) für die Lichtenplatzer Kapelle in Wuppertal[104]
- 2000 Druck des Holzschnittzyklus Fluss der Asche bei Konrad Stüven (Drucker von Joseph Beuys, Goch)[105]
- 2000 Eine Passion, großformatiger Lithozyklus
- 2000 Entstehung des lithographischen Zyklus Saxa Loquuntur; Druck in der Werkstatt von Jürgen Zeidler und Angela Schröder in Bergsdorf[106]
- 2002 Naked Women and Dogs, Bronzen; Guß Schmäcke, Düsseldorf
- 2002 Wollt ihr wieder den totalen Krieg?, Ausstellung Galerie Siegfried Blau, Palma[107]
- 2008 Portrait der Jacky Kennedy mit gesprayten Schmetterlingen, Öl auf Leinwand
- 2010: Haus ohne Hüter, Öl und Acryl auf Leinwand
- 2011: Soziale Plastik „09. April 1945: Dietrich Bonhoeffer“
- 2011: Gutenbergs Traum (Radierung 60 × 80 cm)[108]
- 2012: Umsetzung des Wächterthemas im Zyklus Women, Dogs and Ornaments; Entstehung von Bleistiftzeichnungen, geschabten Aquatinta-Radierungen, Holzschnitten, Aquarellen, Ölgemälden und Bronzen im Duisburger und Norddeutschen Atelier
- 2012: Transformation der Landschaft Hodlers, Auseinandersetzung mit der Farbe und Form der in der Landschaft (Ölgemälde und Radierungen)
- 2013: Fortführung der Hodlerrezeption, weitere Auseinandersetzung mit dem Ornament in der Kunst, Künstlerische Umsetzung in der Radierung, Lithographie, Holzschnitt, Bronze und Öl. Eingebunden in den Forschungsschwerpunkt Medienkonvergenz der Universität Mainz (C.-F. Vahl)
- 2013: Bronzen zu dem Thema der archetypischen Gefühlsrezeption im Raum (Guß Schmäcke und Ara Guß), ebenso künstlerische Auseinandersetzung: der Mensch im ornamentalen Raum, Dialog von Umwelt-Umfeld im Bezug zur Transformation des Einzelnen in einer kulturell divergenten Gesellschaft, das verschmelzende Ornament als Ausdrucksträger von Assimilation Integration und Irritation
- 2013: großformatige Radierung
- 2013: Umsetzung des Ornaments in der Lithographie, Bergsdorf (Saalpresse, Angela Schröder, Jürgen Zeidler)
- Der Hermaphrodit (Großformatige Bronze), Integration, Ablehnung und Akzeptanz, in der künstlerischen Auseinandersetzung mit sexueller Abweichung von der Norm, als Stellvertreterin kultureller Divergenz
- 2015: Fortsetzung des „Rosenzyklus“ - Heinrich Heine als Holzschnitt, Radierung und Plastik
- 2016: Die Transformation Heinrich Heines ins Reale (Ausstellung im Heinrich Heine-Institut in Düsseldorf)[109]
- 2017: Der Flügelschlag eines Schmetterlings. Neue Bronzen und Holzschnitte. Sendung im SWR am 21. Januar 2018[110]
- 2017: Holzschnitt „Helmut Schmidt der Staat ist nicht erpressbar“[111]
- 2017: Hommage to Fritz the Cat[112]
- 2017: Holzschnitt Herbert Bonewitz (Mainzer Medienpreis 2017)[113] Eines von zehn Exemplaren wurde in den Katalog des Mainzer Gutenberg-Museums aufgenommen[114]
- laufendes Projekt seit 2018: Album der Erinnerung, Auseinandersetzung mit Integration, Irritation und Assimilation durch Porträts von Deutschen mit und ohne Migrationshintergrund durch die Kombination mit arabischer Schrift.[115][116]
- 2018: Cyrus Overbeck: Das von-Eucken-Projekt und der Sielhof in Neuharlingersiel:
  - Das von-Eucken-Projekt und der Sielhof in Neuharlingersiel Etude N0 1, Grupello Verlag, Düsseldorf 2018
  - Das von-Eucken-Projekt und der Sielhof in Neuharlingersiel Etude N0 3 · Mathilde von Eucken, Grupello Verlag, Düsseldorf 2018[117]
  - Das von-Eucken-Projekt und der Sielhof in Neuharlingersiel Etude N0 4 · Mathilde und Georg von Eucken, Grupello Verlag, Düsseldorf 2018[118]
  - Das von-Eucken-Projekt und der Sielhof in Neuharlingersiel Etude N0 7 · Wassernot und Kindertod, Grupello Verlag, Düsseldorf 2018[119]
- 2018: Porträt Jürgen Klopp in elf Varianten (Medienpreis der Stadt Mainz)[120]
- 2019 Holzschnitt-Porträt Bernhard Dietz[121]
- 2019 Holzschnitt-Porträt Felix Nussbaum (Ausstellung „Album der Erinnerung“ cubus-Kunsthalle).[122]
- 2019: „Stauffenberg-Portrait“, Acryl auf Leinwand, 290 × 190 cm[123]
- 2019: Grafikinstallation The war in der Alten Brotfabrik Beeck in Duisburg. Transformation des Befreiungsgedankens mit dem Ende des Zweiten Weltkrieges in der Bildenden Kunst.[124][125][126][127]
- 2020: Grafikzyklus Heimatmuseum: Album der Erinnerung. Transformation von nationalsozialistischen Kontinuitäten durch Porträts in die Gegenwartskunst.[128][129]
- 2021: Porträt Prof. Dr. Irmgard Hantsche zum 85. Geburtstag: „Im Westen nichts Neues“.[130]
- 2021: Arbeitszyklus Frozen Ground mit Druckgrafiken, Fotografien, Gemälden, Holzschnitten und Plastiken.[131]
- 2021: Portrait Giora Feidman, Öl auf Leinwand und als Holzschnitt[132]
- 2022: THE WAR II - Begehbare Rauminstallation mit Holzschnitten, historisches Labyrinth, die Auswirkung von Nationalismus nach 1945 im Leben der Menschen der Gegenwart
- 2023: Ganz Deutschland hört den Führer - Die Hasen jagen die Jäger Ausstellung im Landtag Nordrhein-Westfalen[58]
- 2024: Ganz Deutschland hört den Führer - Die Hasen jagen die Jäger Ausstellung im Kreishaus Unna[133]

## Arbeiten in Museen und Sammlungen
Teilnehmer bei der Großen Kunstausstellung NRW Düsseldorf 2001 im Museum Kunstpalast.
Gruppenausstellung des Lehmbruck-Museums 1997. 75 Jahre Duisburger Künstlerbund. Vorwort des Ausstellungskatalogs von Alfred M. Fischer, Direktor der grafischen Sammlung Museum Ludwig Köln. Fischer nennt Overbeck in direkter Nachfolge von Joseph Beuys.
- Kunstmuseum Mülheim an der Ruhr/Alte Post
- B’nai B’rith Klutznick National Jewish Museum, Washington D.C. (USA)
- Kunstsammlung der Stadt Köln
- Lehmbruck-Museum, Duisburg
- Spendhaus in Reutlingen
- Kunsthalle Emden/Stiftung Henri und Eske Nannen
- Stadtmuseum Düsseldorf
- Staatliche Graphische Sammlung, München
- Privatsammlung Doris König
- Städtische Galerie Karlsruhe
- United States Holocaust Memorial Museum
- Heinrich-Heine-Institut, Düsseldorf
- Gutenberg-Museum, Mainz
- Bischöfliches Dom- und Diözesanmuseum Mainz[136]
- Städtische Kunstsammlung der Landeshauptstadt Mainz[137]

## Buchveröffentlichungen (Auswahl)
- Mit Oliver Müller: Otto Pankok. Maler, Grafiker, Bildhauer. Eine Biographie. Droste, Düsseldorf 1995, ISBN 3-7700-1045-0.
- Freiheit? Gleichheit? Brüderlichkeit? Ausstellungskatalog mit einer Einführung von Karl Düsseldorff und einem Geleitwort von Duisburgs Alt-Oberbürgermeister Josef Krings, Poetenpresse 1997.[138]
- Fluss der Asche. Holzschnitte, Goch 2000.
- Saxa Loquuntur. Drucke in Stein, Goch 2000.
- Mit Christian Vahl: Jesus in Esens. 15 Minuten für ein Ornament. Grupello Verlag, Düsseldorf 2013, ISBN 978-3-89978-204-2.
- Neue Arbeiten. Grupello Verlag, Düsseldorf 2013, ISBN 978-3-89978-202-8.
- Neue Holzschnitte. Grupello Verlag, Düsseldorf 2014, ISBN 978-3-89978-226-4
- Neue Bronzen und Holzschnitte. Grupello Verlag, Düsseldorf 2014, ISBN 978-3-89978-214-1
- Herzklopfen. Grupello Verlag, Düsseldorf 2015, ISBN 978-3-89978-251-6.
- Narrativer Realismus. Grupello Verlag, Düsseldorf 2016, ISBN 978-3-89978-270-7.
- Recht auf Zukunft. Grupello Verlag, Düsseldorf 2016, ISBN 978-3-89978-269-1.
- Zwischen Tod und Leben. Grupello Verlag, Düsseldorf 2016, ISBN 978-3-89978-261-5.
- Walking through the 20th Century. Christian Vahl – Einführung. Grupello Verlag, Düsseldorf 2017, ISBN 978-3-89978-294-3.
- Portraits. Grupello Verlag, Düsseldorf 2017, ISBN 978-3-89978-310-0.
- Sweetys. Grupello Verlag, Düsseldorf 2017, ISBN 978-3-89978-293-6.
- New Sculptures. Grupello Verlag, Düsseldorf 2017, ISBN 978-3-89978-297-4.
- Moon Cats – New Woodcuts. Grupello Verlag, Düsseldorf 2017, ISBN 978-3-89978-298-1.
- Die 1990er – Radieren auf Haus Esselt und in Otto Pankoks Garten. Grupello Verlag, Düsseldorf 2018, ISBN 978-3-89978-313-1.
- Der Flügelschlag eines Schmetterlings. Januar – März 2018 Grupello Verlag, Düsseldorf 2018, ISBN 978-3-89978-308-7.
- Breaking out – Am Anfang war das Ich. Grupello Verlag, Düsseldorf 2018, ISBN 978-3-89978-299-8.
- Mit Ruth Bamberg: BEING FOREIGN, Achberg 2024.ISBN 978-3-928780-78-0

## Auszeichnungen
Im Jahr 2014 wurde er zum ordentlichen Mitglied der Europäischen Akademie der Wissenschaften und Künste mit Sitz in Salzburg in der Klasse III „Künste“ gewählt.
2021 Auszeichnung mit dem Landesheimatpreis NRW in der Kategorie „Geschichte und Herkunft sichtbar machen“ in Kooperation mit dem Heimatverein Hamborn e. V. für sein Projekt „Aspekte jüdischen Lebens im Duisburger Norden zwischen Industrialisierung und bürgerlicher Gesellschaft – einst und jetzt“
2023 wurde er für sein Engagement mit der Mercator-Ehrennadel der Stadt Duisburg ausgezeichnet.
2024 wurde er auf der Jahreshauptversammlung des Heimatvereins Hamborn e.V. zum „Heimatfreund Hamborn 2024/25“ ernannt.